# Touch My Body
«Touch My Body» es una canción escrita por la cantante estadounidense Mariah Carey, con Christopher Tricky Stewart, Terius The-Dream Nash y Crystal Cri$tyle Johnson. Se trata del primer sencillo del undécimo álbum de la artista, E=MC². Fue producida por Mariah Carey y Christopher Tricky Stewart.
El 2 de abril de 2008, «Touch My Body» alcanzó el número 1 en la lista Billboard Hot 100, superando a Elvis Presley (con 17). De esta forma, Mariah Carey se convirtió en la segunda artista con más números uno en el Billboard Hot 100, sólo superada por la legendaria banda The Beatles, con 20.
«Touch My Body» alcanzó el top 3 de las canciones más radiadas en Estados Unidos. El vídeo de la canción alcanzó el n.º 1 en el Billboard Hot Videoclips, Yahoo!, AOL, BET, TRL. La reina del soul, Aretha Franklin cantó la canción en su última gira de conciertos. 

## Lanzamiento
Se eligió la canción como primer sencillo del álbum durante una votación en la que participaron el productor L.A. Reid y el personal de Island Records. Mariah Carey que "a todos les gustaba la canción porque es divertida, bonita, sexy y dulce".
Se envió digitalmente a las emisoras de radio el 12 de febrero a las 6:30 p. m. ET para que pudieran emitirla de forma inmediata mediante All Access, siendo la primera la emisora de Los Ángeles Power 106. "Touch My Body" se emitió en la emisora de Chicago B96 antes de la hora programada, a las 4:00 p. m.. El sencillo se publicó oficialmente para su aparición en las listas de radio el 19 de febrero. Tras ello, "Touch My Body" recibió 498 reproducciones en su primer día en las radios de Estados Unidos, con lo que entonces rompió el récord de la canción más escuchada en la historia de las radios del país, durante el día de su estreno. No obstante, a principios del año 2011, el récord le fue arrebatado, con creces, por "Hold It Against Me" de Britney Spears, el que registró cuantiosas 705 reproducciones durante el día de su estreno en las estaciones de radio de Estados Unidos.
Mariah Carey interpretó la canción en Saturday Night Live el 15 de marzo de 2008 y, el 24 de marzo, fecha del lanzamiento digital del sencillo, en la fiesta de la serie estadounidense The Hills de la cadena MTV.
El lanzamiento digital de "Touch my body" le dio temporalmente a Carey el récord de "la canción más descargada en los Estados Unidos en su primera semana como sencillo digital", tras vender 285.800 descargas y tras ser superado por la venta de 286.000 descargas digitales de "Womanizer" de Britney Spears.

### Recepción
Tras su estreno digital el 12 de febrero de 2008, en sólo un día, "Touch My Body" entró en el puesto 78 de la lista estadounidense Hot R&B/Hip-Hop Songs de la revista Billboard.  Una semana después entró en la lista Billboard Hot 100 en la posición 57, siendo la mejor entrada de aquella semana.  En cuanto a la lista canadiense de la misma revista, se estrenó en el puesto 97.
El 2 de abril de 2008 se anunció que "Touch My Body" se convirtió en el 18.º sencillo en alcanzar la primera posición en la lista Billboard Hot 100, convirtiéndola en la segunda artista en la historia musical estadounidense con más números uno tras The Beatles, superando a Elvis Presley. Esto se debió a unas ventas digitales, de 285 800 copias en tan sólo la primera semana. Además, como canción escrita por Mariah Carey, la convierte en la tercera compositora con más números uno, tras Paul McCartney, con 32, y John Lennon, con 26.

## Video musical
El director fue Brett Ratner, quien también dirigió los vídeos de los sencillos de Mariah Carey "I Still Believe", "Heartbreaker", "Thank God I Found You", "It's Like That" y "We Belong Together". En él se puede ver a un técnico informático (Jack McBrayer) que acude a reparar el ordenador de Mariah Carey y se imagina cómo sería su relación con ella. El vídeo tiene un tono cómico poco usual en los anteriores vídeos de la cantante. En una entrevista con AllHipHop.com, Ratner afirmó, "Musicalmente, Mariah se encuentra en el mejor momento de su carrera y nunca ha tenido un aspecto tan bueno... Éste es el sexto vídeo en el que hemos colaborado y es, sin ninguna duda, el mejor visual y musicalmente. El vídeo de "Touch My Body" es la combinación perfecta de sueño y comedia con Mariah más guapa que nunca".
El video musical de "Touch my body" fue nominado en la categoría Mejor video musical Femenino en los MTV Video Music Awards 2008, mas perdió frente al video musical de "Piece of Me" de Britney Spears.

## Lista de pistas
| EU 12" vinyl (picture disc)(1766281) - A1 "Touch My Body" (Radio Edit) — 3:27 - A2 "Touch My Body" (Craig C's Radio Edit) — 4:02 - A3 "Touch My Body" (Instrumental) — 3:27 - B1 "Touch My Body" (Seamus Haji Club Mix) — 9:43 EU promo CD sencillo (MCTOUCHCDX1) 1. "Touch My Body" (Radio Edit) — 3:27 2. "Touch My Body" (Seamus Haji Radio Edit) — 3:54 3. "Touch My Body" (Craig C's Radio Edit) — 4:02 4. "Touch My Body" (Seamus Haji Club Mix) — 9:48 5. "Touch My Body" (Craig C's Club Mix) — 9:56 Japón CD sencillo (UICL-5024) 1. "Touch My Body" (Radio Edit) — 3:27 2. "Touch My Body" (Remix feat. The-Dream) 3. "Touch My Body" (Seamus Haji Club Mix) — 9:48 | Reino Unido CD sencillo 1 (1766284/285) 1. "Touch My Body" (Radio Edit) — 3:27 2. "Touch My Body" (Seamus Haji Radio Edit) — 3:54 Reino Unido CD sencillo 2 (1766284/285) 1. "Touch My Body" (Radio Edit) — 3:27 2. "Touch My Body" (Remix feat. The-Dream) 3. "Touch My Body" (Seamus Haji Club Mix) — 9:48 4. "Touch My Body" (Video) E.U Promo CD sencillo (ISLR16880-2) 1. "Touch My Body" (Seamus Haji Radio Edit) — 3:54 2. "Touch My Body" (Craig C's Radio Edit) — 4:02 3. "Touch My Body" (Subkulcha Radio Edit) — 4:34 4. "Touch My Body" (Seamus Haji Club Mix) — 9:48 5. "Touch My Body" (Craig C's Club Mix) — 9:56 6. "Touch My Body" (Subkulcha Remix) — 7:00 7. "Touch My Body" (Seamus Haji Dub) — 8:38 8. "Touch My Body" (Craig C's Dub) — 7:58 |

## Versiones y remezclas oficiales
- Álbum Versión (3:25)
- Radio Edit (3:27)
- Instrumental (3:27)
- Remix feat. The Dream
- Seamus Haji Club Mix (9:48)
- Seamus Haji Radio Edit (3:54)
- Seamus Haji Dub (8:38)
- Craig C's Club Mix (9:56)
- Craig C's Radio Edit (4:02)
- Craig C's Dub (7:58)
- Subkulcha Remix (7:00)
- Subkulcha Radio Edit (4:34)

## Trascendencia enBillboardHot 100
| Semana   | 1  | 2  | 3  | 4  | 5  | 6  | 7 | 8 | 9 | 10 | 11 | 12 | 13 | 14 | 15 | 16 | 17 | 18 | 19 | 20 |
| -------- | -- | -- | -- | -- | -- | -- | - | - | - | -- | -- | -- | -- | -- | -- | -- | -- | -- | -- | -- |
| Posición | 57 | 34 | 24 | 16 | 14 | 15 | 1 | 1 | 5 | 5  | 7  | 7  | 8  | 9  | 13 | 18 | 22 | 30 | 44 | 59 |

### Listas
| País" (Lista 2008)                   | Mejor Posición |
| ------------------------------------ | -------------- |
| Alemania (Official German Charts)    | 7              |
| Austria (Ö3 Austria Top 40)          | 10             |
| Brasil                               | 1              |
| Canadá (Canadian Hot 100)            | 2              |
| Croacia                              | 1              |
| Dinamarca (Tracklisten)              | 20             |
| Europa (European Hot 100)            | 3              |
| Filipinas Top 20                     | 1              |
| Italia (FIMI)                        | 5              |
| Irlanda (IRMA)                       | 13             |
| Japón (Oricon Singles Chart)         | 103            |
| Nueva Zelanda (Recorded Music NZ)    | 3              |
| Noruega (VG-lista)                   | 10             |
| Suiza (Schweizer Hitparade)          | 3              |
| Turquía (Türkiye Top 20)             | 6              |
| UK Singles (Official Charts Company) | 5              |
| US Billboard Hot 100                 | #1 (2 semanas) |
| US Radio Songs (Billboard)           | 2              |
| US Hot R&B/Hip-Hop Songs (Billboard) | 2              |
| US Pop 100 (Billboard)               | 1              |

| Predecesor: "Bleeding Love" de Leona Lewis | Billboard Hot 100 - Sencillo N° 1 12 de abril de 2008 - 19 de abril de 2008           | Sucesor: "Bleeding Love" de Leona Lewis |
| Predecesor: "Break You" de Ralph Falcon    | Billboard Hot Dance Club Play - Sencillo N° 1 5 de mayo de 2008 - 19 de abril de 2008 | Sucesor: "4 Minutes" de Madonna         |